# Gépipari Elektromos Karbantartó Vállalat
A Gépipari Elektromos Karbantartó Vállalat, közismert nevén Gelka magyar állami vállalat volt 1960-1993 között.
A Gelkát a Kádár-korszakban a Kohó- és Gépipari Minisztérium a kormány Gazdasági Bizottságának 1960-ban hozott határozata alapján létesítette. Feladatául szabták, hogy országos vállalatként végezze el a tartós közszükségleti elektromos cikkek garanciális, illetve garancián túli javítását a jogelőd Ravel (Rádió Vételtechnikai Vállalat) és a szétszórtan működő gyári márkaszervizek helyett. Megalapítása után a Gelka gyorsan növekedett, a hatvanas-hetvenes évekre a feladatkörébe tartozó javító szolgáltatások több mint négyötödét látta el.
A nyolcvanas évek elején 8 ezer főt foglalkoztatott, 350 telephellyel működött, szakszervizei behálózták az országot. Európában egyedülálló módon központi számon (333-333) elérhető diszpécserközpontot üzemeltetett.
1983-ban a Gelka-szervizek nagyobb része 80 tanácsi felügyelet alatt álló kisvállalattá alakult, kisebb részük a Gelka keretén belül működött tovább. 1987-re a dolgozók száma 2500 főre, szervizeinek száma 50-re csökkent. Ekkorra profiljának nagyobb részét már az alkatrész-kereskedelem töltötte ki, csak mintegy negyedrész volt a szolgáltatás aránya.
A rendszerváltás után részvénytársasággá próbálták alakítani, hogy később privatizálták, de ez nem volt sikeres. Adósságállománya 1992-ben már meghaladta a cég vagyonát, így 1993 közepén az Állami Vagyonügynökség a vállalat felszámolásáról határozott. Az egyes szervizegységeket az ott dolgozókból alakult társaságok vették meg a névhasználati joggal együtt, többségük azóta is az eredeti tevékenységi körrel működik, elnevezésében valamilyen formában megőrizve a Gelka nevet.